# Jochen Kowalski

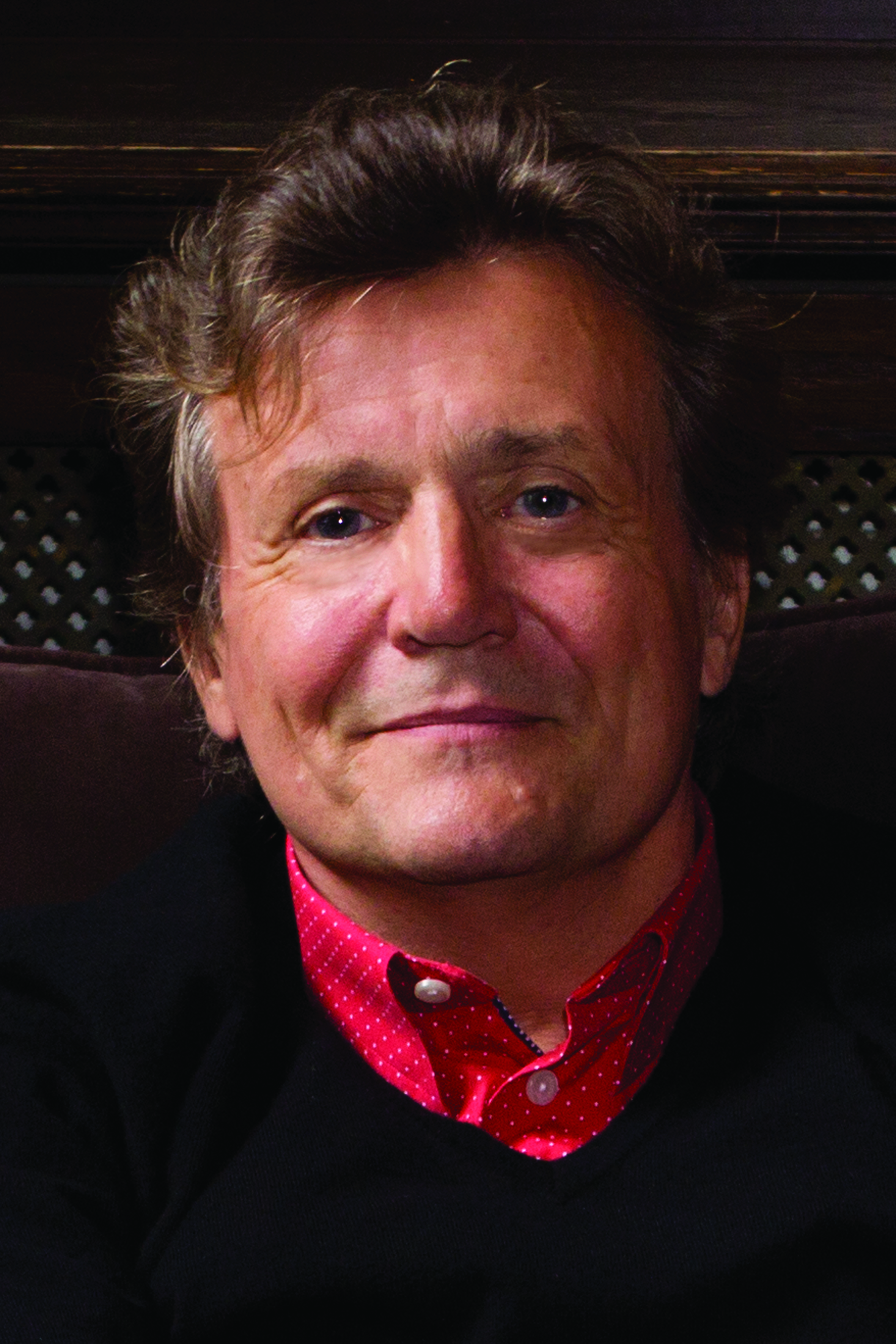
Jochen Kowalski (2018)

Jochen Kowalski (* 30. Januar 1954 in Wachow, Kreis Nauen) ist ein deutscher Countertenor.

## Leben
Jochen Kowalski wuchs als Sohn eines Fleischermeisters und einer aus Brandenburg stammenden Mutter mit zwei älteren Brüdern in der Nähe von Nauen auf, wo er 1972 sein Abitur ablegte. Da seine ersten beiden Bewerbungen an der Musikhochschule abgelehnt worden waren, wurde er zunächst Requisiteur an der Deutschen Staatsoper Unter den Linden in Berlin.
Von 1977 bis 1983 studierte er Gesang an der Hochschule für Musik „Hanns Eisler“ in Berlin. Nach anfänglichen Versuchen als Tenor erfolgte im letzten Studienjahr seine Ausbildung zum Countertenor bei Marianne Fischer-Kupfer. Bereits während dieser Zeit wurde Kowalski bei den internationalen Händel-Festspielen 1982 in Halle (Saale) engagiert. Nach dem Studium wurde er Ensemblemitglied an der Komischen Oper Berlin, maßgeblich gefördert von Harry Kupfer und Werner Rackwitz.
Seit 1985 wurde er auch für Tourneen des Hauses – auch im westlichen Teil Europas – verpflichtet. Bei einem Gastauftritt 1985 an der Staatsoper Hamburg lud ihn Rolf Liebermann zu einer geplanten Aufführung des Titus ein und schlug eine weitere Ausbildung bei Elisabeth Schwarzkopf vor. Fortan trat Kowalski an den Opernhäusern Wiens auf, wo er 1987 sein Debüt als Prinz Orlofsky in Johann Strauß’ Die Fledermaus hatte. Karl Dönch vermittelte den Auftritt an der Volksoper in Georg Friedrich Händels Giustino.  Nach dem Ende der DDR sang Kowalski u. a. in Paris, London, Tokio und bei den Salzburger Festspielen. 1992 war er Stargast bei der Eröffnung des 41. Wiener Opernballs. 1994 debütierte er an der Metropolitan Opera in New York. Dort sang er auch  am 31. Dezember 1999 in der Fledermaus-Aufführung der Millenniumsgala. Mit dem Capital Dance Orchestra ist er immer wieder im deutschsprachigen Raum mit dem Programm Stars go swing unterwegs.
Zu den Meilensteinen seiner Karriere zählen Haupt- und Titelrollen in folgenden Werken: Christoph Willibald Glucks: Orfeo ed Euridice (Orpheus) sowie Georg Friedrich Händels Giustino, Belshazzar (Daniel) und Julius Caesar in Ägypten (Caesar).
Anders als die meisten Countertenöre widmet sich Jochen Kowalski nicht ausschließlich der Alten Musik, sondern interpretiert auch Kunstlieder, Operetten und Salonmusik. 2013 gestaltete er die Rolle des Max Wallstein in der Uraufführung von Villa Verdi frei nach dem Film Il Bacio di Tosca von Daniel Schmid an der Volksbühne am Rosa-Luxemburg-Platz (Regie: Johann Kresnik, Text: Chistoph Klimke, Komposition und Arrangements: Walter Haupt). 2016 trat er in der Sprechrolle des toten Hamlet in Anno Schreiers Oper Hamlet im Theater an der Wien auf.
In der Spielzeit 2017/18 kehrte er als Nutrice in Monteverdis L’incoronazione di Poppea erfolgreich auf die Bühne der Berliner Staatsoper zurück. Seit einiger Zeit widmet er sich verstärkt dem Genre des Konzert-Melodrams. So hat er gemeinsam mit dem Carl-Maria-von Weber Ensemble der Staatskapelle Berlin das heitere Melodram Der Fluch der Kröte von Arnold Winternitz auf CD eingespielt. Erfolgreich sind ebenfalls seine Interpretationen von Max von Schillings Hexenlied (mit Klavier und Orchester) und ganz aktuell Enoch Arden von Richard Strauss.

## Auszeichnungen
Jochen Kowalski trägt den Titel eines Kammersängers.
- 1987: Kunstpreis der DDR
- 1993: Berliner Bär (B.Z.-Kulturpreis)
- 2004: Verdienstorden des Landes Berlin
- 2017: Verdienstorden des Landes Brandenburg
- 2018: Österreichischer Musiktheaterpreis in der Kategorie Beste männliche Nebenrolle als der tote Hamlet in Anno Schreiers Hamlet am Theater an der Wien[2]
- 2024: Verdienstkreuz 1. Klasse des Verdienstordens der Bundesrepublik Deutschland[3]

## Diskografie (Auswahl)
- Georg Friedrich Händel: Kantaten. Capriccio, EAN: 4006408103233 (CD)
- Johann Sebastian Bach: Kantaten. Capriccio, EAN: 4006408105237 (CD)
- Heinrich Schütz: Schwanengesang. Swv 482–494, edel records, EAN: 0782124107123 (CD)
- Arien von Mozart und Händel, Capriccio, 1987
- Christoph W. Gluck: Orfeo ed Euridice. Hartmut Haenchen, Capriccio, 1988
- Schumann, Mozart und Beethoven: Lieder. Capriccio, 1992
- Schubert: Die Schöne Müllerin. Klavier: Markus Hinterhäuser, Capriccio, 1997
- The Capital Dance Orchestra & Jochen Kowalski 2007
- Die Nachtigall / Der Fluch der Kröte, Jochen Kowalski, auris classic 2024